# Стрмець-на-Пределі
Стрмець-на-Пределі (словен. Strmec na Predelu) — поселення в общині Бовець, Регіон Горишка, Словенія. Висота над рівнем моря: 955,1 м.